# Mariano Ortega
Mariano Ortega Martínez (Esparraguera, Barcelona, 15 de abril de 1971) es un exjugador y entrenador de balonmano español. Fue entrenador del Balonmano Guadalajara de la Liga Asobal hasta el año 2021. Actualmente entrena al Club Balonmano Villa de Aranda.
Como jugador, fue internacional con la selección de balonmano de España, disputando, entre otros, los Mundiales de Portugal 2003, Túnez 2005 y Alemania 2007 y los Europeos de Suecia 2002, Suiza 2006 y Noruega 2008.

## Equipos
- Jugador

- Handbol Terrassa
- BM Valladolid (1992-1996)
- Caja Cantabria (1996-2001)
- BM Ciudad Real (2001-2005)
- CAI Aragón (2005-2008)

- Entrenador

- Caja3 Bm Aragón (2008-2014)
- SL Benfica (2014-2017)
- Club Balonmano Burgos (2017-2018)
- Selección de balonmano de Arabia Saudí (2018)
- Balonmano Guadalajara (2019-2021)
- Balonmano Villa de Aranda (2021-act.)

## Palmarés

### Con clubes
Como jugador:
- 1 Liga ASOBAL: 2003-04
- 1 Copa del Rey: 2002-03
- 1 Supercopa de España: 2004-05
- 4 Copa ASOBAL: 1996-97, 1997-98, 2003-04 y 2004-05
- 3 Recopa de Europa: 1997-98, 2001-02 y 2002-03

Como entrenador:
- 1 Copa de Portugal : 2015-16
- 1 Supercopa de Portugal : 2016-2017

### Con España
- Medalla de oro en el Mundial de Túnez de 2005.
- Medalla de oro en los Juegos Mediterráneos de Almería de 2005.
- Medalla de plata en el Europeo de Italia de 1998.
- Medalla de plata en el Europeo de Suiza de 2006.
- Medalla de bronce en el Europeo de Croacia de 2000.

- Datos: Q3499726